# 高橋氏高
高橋 氏高（たかはし うじたか）は、戦国時代から安土桃山時代にかけての武将。後北条氏の家臣。父は高橋高種、母は高種の継室で、伊勢宗瑞（北条早雲）の娘（高蘭院殿）。初名（諱）は種長（たねなが）、のち氏種（うじたね）とされる。

## 生涯
永正6年（1509年）、伊豆国雲見上ノ山城にて誕生する。父の高橋高種が6歳の時に亡くなると、兄の綱高と共に、外祖父・伊勢盛時に養育された。元服すると、民部之輔（彦四郎）種長と名乗った。
大永4年（1524年）正月、江戸城を攻略の折、兄・綱高とともに大道寺氏に属し、上杉朝定を河越城に敗走させ追撃し、戦功を立てた。氏高の功績と母の縁もあり、伯父の北条氏綱から通字（「氏」の1字）を賜り、高橋民部大輔氏種と名乗り、武蔵国江戸城に入城した。この後、扇谷上杉氏との戦いで多大な戦功を挙げ、兄の綱高から偏諱（「高」の1字）を賜り、高橋郷左衛門尉氏高と改める。
天文3年（1534年）、扇谷上杉家臣の難波田善銀が守る武蔵国多東郡深大寺城を攻略した。その後、兄の綱高と共に、深大寺城奪回に押し寄せた難波田善銀率いる扇谷上杉軍と対峙した。この時に武蔵野烏山に砦を築く。その間に北条氏綱が河越城へ進軍したため、難波田勢が撤退を始めると、それを追撃。多くの敵兵を討ち取り、大勝した。
天文7年（1538年）10月7日、氏綱に従い、小弓公方・足利義明と安房の里見義堯らの連合軍と戦う（第一次国府台合戦）。氏綱・氏康父子は足利・里見連合軍に大勝し、義明を討ち取って小弓公方を滅ぼし、武蔵南部から下総にかけて勢力を拡大することに成功した。
天文15年（1546年）、氏康に従い、上杉朝定、古河公方・足利晴氏の連合軍と河越城で戦う（河越城の戦い）。北条綱成と連携して、連合軍に対して夜襲をかけ、上杉朝定、難波田善銀は戦死し、扇谷上杉氏は滅亡した。また、上杉憲政は上野平井に、足利晴氏は下総に遁走した。
天文18年（1549年）9月、川口渡において、太田資正と戦闘し、これを打ち破った。永禄3年（1560年）上杉謙信が鎌倉を攻めたときに、甥・北条康種に従い出陣し、小荷駄奉行の柿崎景家の軍を破り、戦功を挙げる。永禄7年（1564年）には第二次国府台合戦に参陣。
永禄12年（1569年）、武田信玄が駿河国に侵攻したため、氏康に命じられ、伊豆国の鷲頭山に砦を築いた。
天正5年（1577年）、嫡子・高盛に家督を譲り、伊豆国雲見上の山城に居住する。
天正18年（1590年）の小田原征伐では、氏直の命により、吉良氏の兵600人を率いて伊豆国下田城に検使役・援軍として籠城する。3月に小田原城が落城したため、氏直に従い、随行者として高野山に入山。氏直の死後、帰郷し、武州烏山の砦に住した。
慶長元年（1596年）、甥・北条康種が発意し、氏高が副願いして、康種の自宅に真福寺を開基した。開僧として弟日栄を住職とした。
慶長元年（1596年）11月27日没。享年87。子の源七郎某は本多政重に仕え、加賀国に移住した。
氏高は北条氏歴代当主や北条幻庵などに重用されていたようで、加賀文書、高橋文書によると、連絡役のような職に就いていたようである。

## 参考資料
- 三鷹市史『大蔵高橋家系図』
- 世田谷区『烏山高橋系図』
- 『吉良氏の研究』荻野三七彦編著（名著出版社）
- 『寛政重修諸家譜』(11)p.291、p.296,297
- 『新編武藏風土記』(3)p.475
- 富士見市大應寺『大宅高橋家系図』（高橋孫三郎家所蔵）